# Стефанув (Бжезінський повіт)
Стефанув (пол. Stefanów) — село в Польщі, у гміні Роґув Бжезінського повіту Лодзинського воєводства.
Населення — 138 осіб (2011).
У 1975-1998 роках село належало до Скерневицького воєводства.

## Демографія
Демографічна структура станом на 31 березня 2011 року:
|          | Загалом | Допрацездатний вік | Працездатний вік | Постпрацездатний вік |
| -------- | ------- | ------------------ | ---------------- | -------------------- |
| Чоловіки | 71      | 15                 | 43               | 13                   |
| Жінки    | 67      | 6                  | 39               | 22                   |
| Разом    | 138     | 21                 | 82               | 35                   |